# سترلیتسه (ناحیه زنویمو)
سترلیتسه (به چکی: Střelice) یک منطقهٔ مسکونی در جمهوری چک است که در ناحیه زنویمو واقع شده‌است. سترلیتسه ۱۲٫۱۵ کیلومتر مربع مساحت و ۱۶۳ نفر جمعیت دارد و ۳۷۰ متر بالاتر از سطح دریا واقع شده‌است.